# العلاقات الإندونيسية الليتوانية
العلاقات الإندونيسية الليتوانية هي العلاقات الثنائية التي تجمع بين إندونيسيا وليتوانيا.

## مقارنة بين البلدين
هذه مقارنة عامة ومرجعية للدولتين:
| وجه المقارنة                                              | إندونيسيا         | ليتوانيا                                                    |
| --------------------------------------------------------- | ----------------- | ----------------------------------------------------------- |
| المساحة (كم2)                                             | 1.90 مليون        | 65.30 ألف                                                   |
| عدد السكان (نسمة)                                         | 263.99 مليون      | 2.79 مليون                                                  |
| الكثافة السكانية (ن./كم²)                                 | 138.94            | 42.73                                                       |
| العاصمة                                                   | جاكرتا            | فيلنيوس، كاوناس                                             |
| اللغة الرسمية                                             | اللغة الإندونيسية | اللغة الليتوانية                                            |
| العملة                                                    | روبية إندونيسية   | ليتاس ليتواني، يورو                                         |
| الناتج المحلي الإجمالي (بليون دولار)                      | 1.02 تريليون      | 47.17 مليار                                                 |
| الناتج المحلي الإجمالي (تعادل القوة الشرائية) بليون دولار | 2.85 تريليون      | 84.06 مليار                                                 |
| الناتج المحلي الإجمالي الاسمي للفرد دولار أمريكي          | 3.35 ألف          | 14.15 ألف                                                   |
| الناتج المحلي الإجمالي للفرد دولار أمريكي                 | 10.52 ألف         | 27.69 ألف                                                   |
| مؤشر التنمية البشرية                                      | 0.684             | 0.839                                                       |
| رمز المكالمات الدولي                                      | +62               | +370                                                        |
| رمز الإنترنت                                              | .id               | .lt                                                         |
| المنطقة الزمنية                                           |                   | ت ع م+02:00، ت ع م+03:00، أوروبا/فيلنيوس ‏، توقيت شرق أوروبا |

## منظمات دولية مشتركة
يشترك البلدان في عضوية مجموعة من المنظمات الدولية، منها:
| علم المنظمة | اسم المنظمة                               | تاريخ انضمام إندونيسيا | تاريخ انضمام ليتوانيا |
| ----------- | ----------------------------------------- | ---------------------- | --------------------- |
|             | مؤسسة التنمية الدولية                     | 20 أغسطس 1968          | 23 سبتمبر 2011        |
|             | يونسكو                                    | 27 مايو 1950           | 7 أكتوبر 1991         |
|             | وكالة ضمان الاستثمار متعدد الأطراف        | 12 أبريل 1988          | 8 يونيو 1993          |
|             | الأمم المتحدة                             | 28 سبتمبر 1950         | 17 سبتمبر 1991        |
|             | الاتحاد البريدي العالمي                   | ?                      | ?                     |
|             | البنك الدولي للإنشاء والتعمير             | 13 أبريل 1967          | 6 يوليو 1992          |
|             | الاتحاد الدولي للاتصالات                  | 1949                   | 1 يوليو 1923          |
|             | منظمة حظر الأسلحة الكيميائية              | ?                      | ?                     |
|             | مؤسسة التمويل الدولية                     | 23 أبريل 1968          | 15 يناير 1993         |
|             | المركز الدولي لتسوية المنازعات الاستشارية | 28 أكتوبر 1968         | 5 أغسطس 1992          |
|             | منظمة التجارة العالمية                    | ?                      | ?                     |
|             | منظمة الشرطة الجنائية الدولية             | 5 أكتوبر 1954          | ?                     |

## وصلات خارجية
- موقع وزارة الخارجية الإندونيسية
- موقع وزارة الخارجية الليتوانية